# Sołtysikowa Skała
Sołtysikowa Skała (440 m) – skaliste wzniesienie w miejscowości Strzegowa w województwie małopolskim, w powiecie olkuskim, w gminie Wolbrom. Znajduje się w odległości około 150 m na wschód od drogi wojewódzkiej nr 794. Pod względem geograficznym jest to obszar Wyżyny Częstochowskiej.
Sołtysikowa Skała to dwuwierzchołkowe wzniesienie wśród pól uprawnych, zaraz powyżej ciągnących się wzdłuż drogi zabudowań Strzegowej. Jest porośnięta lasem, ale znajdują się w nim nagie wapienne skały. 